# Беговая (платформа)
Бегова́я — остановочный пункт Белорусского направления Московской железной дороги и Белорусско-Савёловского диаметра  в Москве. Код в АСУЖТ — 198211.

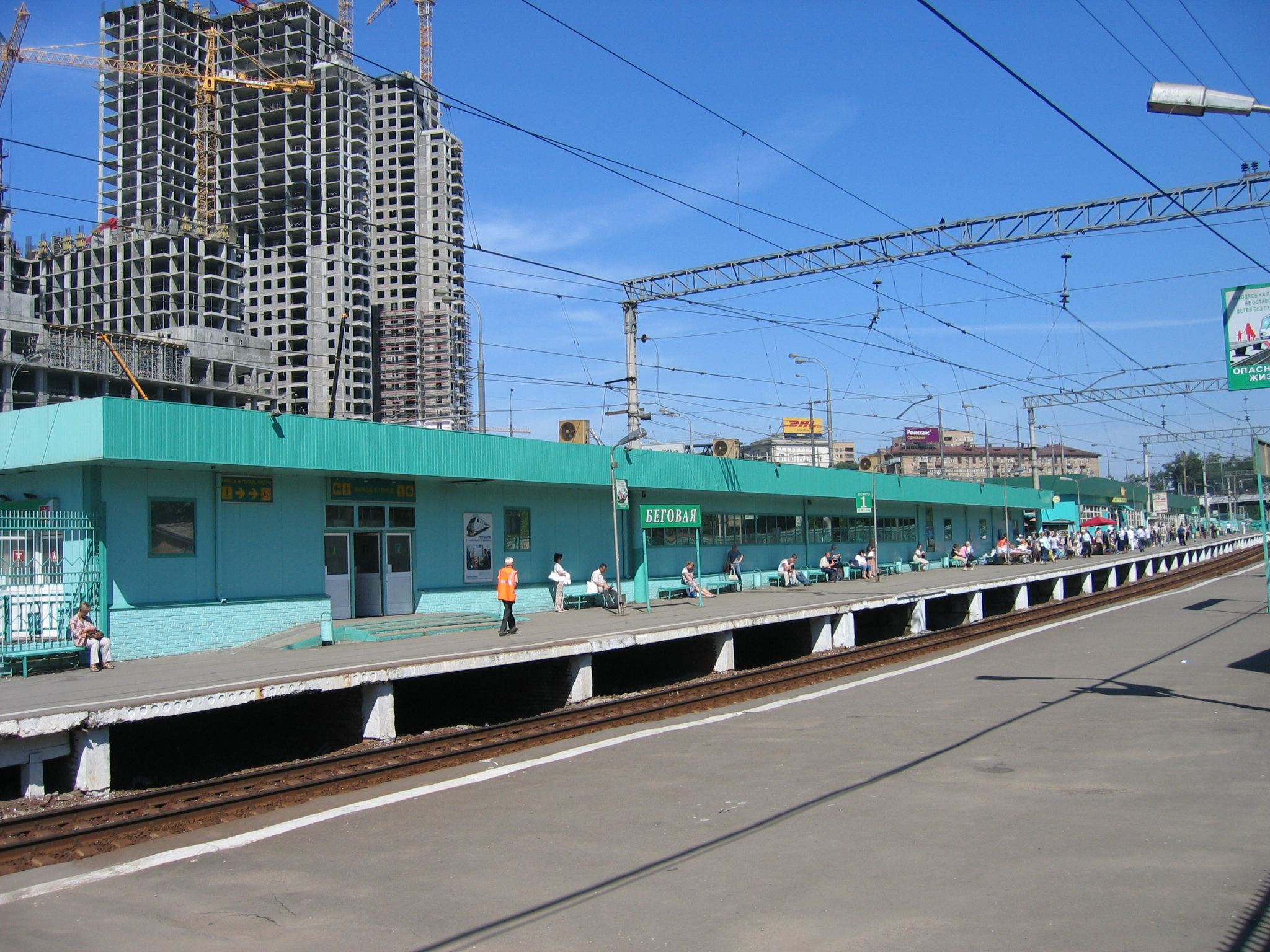
Платформа до реконструкции

Расположен у улицы Розанова, возле развязки Третьего транспортного кольца и Хорошёвского шоссе. Вблизи находятся Ваганьковское кладбище и Московский ипподром (от которого и пошло название местности «Бега», давшее название железнодорожной платформе).
До декабря 2022 года остановочный пункт находился восточнее, параллельно Хорошёвскому шоссе и состоял из двух боковых платформ, соединённых подземным переходом, в 2000 году эти платформы были оборудованы турникетами. Впоследствии старые платформы были снесены, так как мешали сооружению путей нового диаметра МЦД-4. 
В настоящее время ведётся строительство новых платформ для обоих диаметров, на это время обустроены временные деревянные платформы вблизи улицы Розанова.
Является пересадочной на станцию метро «Беговая».
Время движения от Белорусского вокзала — 4 минуты. Самые дальние точки беспересадочного сообщения: на запад — Бородино, Звенигород, на восток — Дубна. Входит в состав Московских центральных диаметров, линия МЦД-1. В рамках подготовки к включению в МЦД-4 проводится реконструкция станции, открытие новой платформы после реконструкции намечено на 2025 год, поезда Калужско-Нижегородского диаметра временно проезжают данный остановочный пункт без остановки.

## Наземный общественный транспорт
На этой станции можно пересесть на следующие маршруты городского пассажирского транспорта:
- Автобусы: м35, с23, 27, 175, 345, с364, 847, т65, т86, н14

## Упоминания в искусстве
Александр Городницкий, «Посвящение Новелле Матвеевой»:
И поездов ночных ручьи весенние
Струятся вдоль платформы Беговой…Александр Городницкий, Посвящение Новелле Матвеевой